# Rhinelepis
Rhinelepis is een geslacht van straalvinnige vissen uit de familie van de harnasmeervallen (Loricariidae).

## Soorten
- Rhinelepis aspera Spix & Agassiz, 1829
- Rhinelepis strigosa Valenciennes, 1840